# Automaan
Automaan (ondertitel: Een stemmenmobiel) is een hoorspel van Gerrit Pleiter. De NCRV zond het uit op 18 oktober 1968, van 21.05 uur tot 22.00 uur (met een herhaling op 8 augustus 1969). De elektronische effecten waren van Louis De Meester en Lucien Goethals. Gastregisseur was Frans Roggen. Dit hoorspel werd op 1 februari 1970 eveneens uitgezonden door de Süddeutscher Rundfunk, onder de titel Der Automond. Eine Utopie.

## Rolbezetting
- Hans Veerman (Hillen Jans, Ford 36)
- Wiesje Bouwmeester (zijn vrouw)
- Jan Borkus (man)
- Hetty Berger, Maria Lindes, Han König & Martin Simonis (koortje van zingende auto-onderdelen)

## Inhoud
Een motor mediteert knetterend over de herkomst van het woord "weg"; een werkwoord dat ooit de actieve betekenis van "gaan, rijden, reizen" had, is nog alleen als passief bekend. De autoliefhebber Hillen Jans heeft zich met zijn Ford, bouwjaar 1936, zo geïdentificeerd, dat zijn bestaan er helemaal in opgegaan is. Ook zijn vrouw en een vroegere collega worden uit de werkelijkheid in de droom van de "vermenselijkte" auto of in de nachtmerrie van de "tot ding geworden" mens verplaatst.